# 伊日·斯科布拉
伊日·斯科布拉（捷克語：Jiří Skobla，1930年4月6日—1978年11月18日），捷克男子田径运动员。他曾代表捷克斯洛伐克参加1952年、1956年和1960年夏季奥林匹克运动会田径比赛，其中1956年奥运会获得一枚铜牌。